# 圣保罗堂 (南京)
圣保罗堂是位于中国江苏省南京市太平南路396号的一座著名基督教堂。由美国圣公会建于1913年—1923年，後由中華聖公會江蘇教區管理，外观为哥特式风格，钟楼高耸，但内部却采用中国传统的木构架。外墙用磨光的城墙砖砌筑，窗座、垛堞等部位采用白石雕刻。总造价为一万二千美元。1935年，圣保罗堂的教徒发展到千余人，还在东流、汤山2镇设有分堂。圣保罗堂一直坚持正常礼拜到1966年文化大革命爆发，此后为工厂占用。1985年7月28日，重新正式开堂。现为江苏省文物保护单位。

## 礼拜时间表

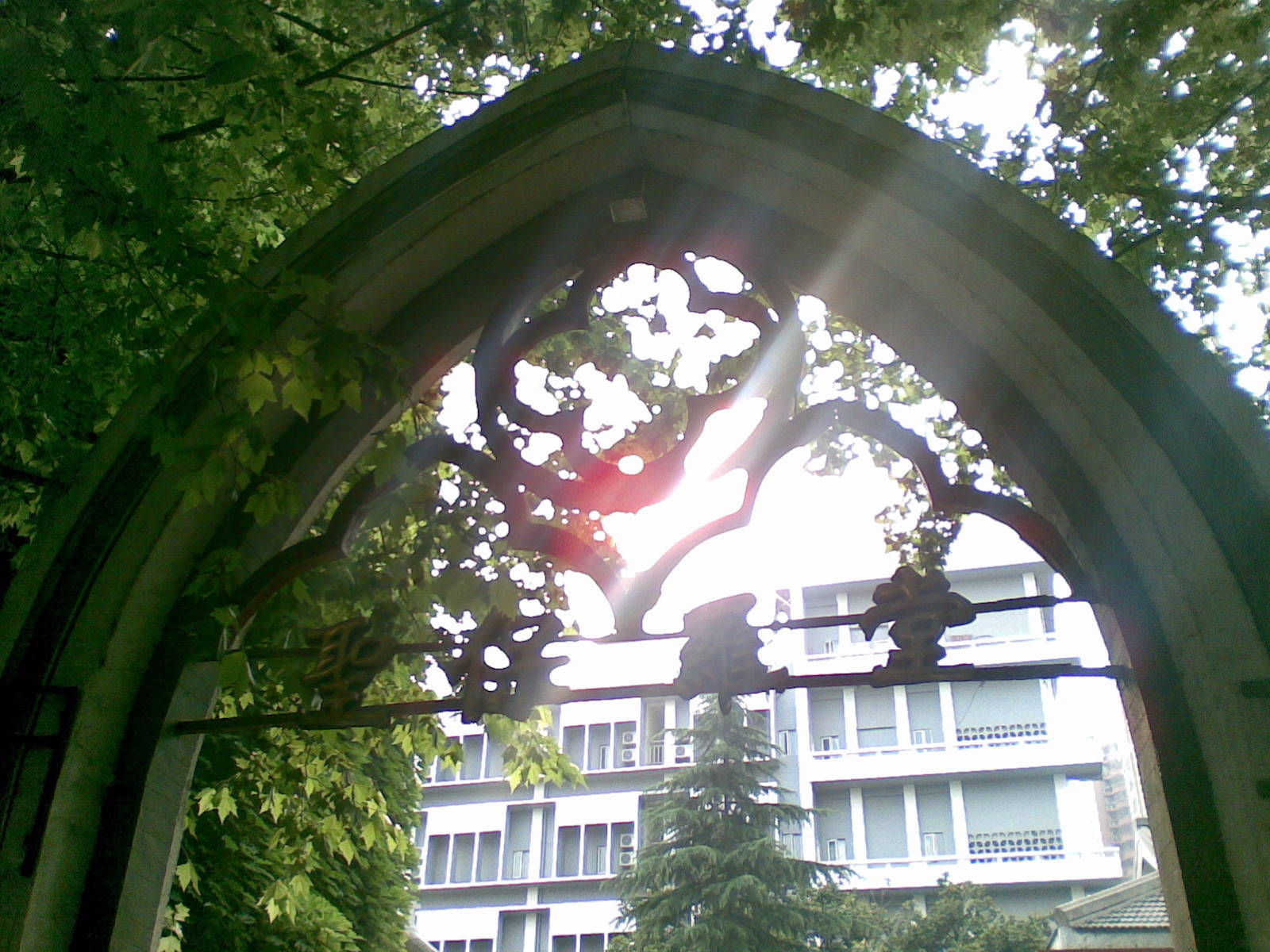
太平南路圣保罗堂

| 日期 | 时间       | 内容     |
| ---- | ---------- | -------- |
| 主日 | 上午7：15  | 早堂崇拜 |
| 主日 | 上午9：00  | 二堂崇拜 |
| 主日 | 上午10：50 | 英文聚会 |
| 主日 | 下午14：00 | 三堂崇拜 |
| 周二 | 下午14：00 | 识字班   |
| 周三 | 下午14：00 | 祷告聚会 |
| 周四 | 下午14：00 | 查经聚会 |
| 周六 | 上午8：50  | 崇拜     |
| 周六 | 下午14：00 | 英文查经 |
| 周六 | 晚上19：00 | 青年聚会 |